# Mezilesí (Polsko)
Mezilesí (též Středolesí, polsky Międzylesie, německy Mittelwalde) je město v jihozápadním Polsku, v Dolnoslezském vojvodství, na řece Kladská Nisa. Město se nachází v Kladsku, přibližně 32 kilometrů od města Kladsko, těsně u česko-polské hranice. Žije zde přibližně 2 500 obyvatel.

## Dějiny
Mezilesí bylo založeno na staré obchodní cestě, která vedla z Vratislavi přes město Kladsko do Brna a Vídně. Kníže Břetislav I. zde k ochraně této cesty vystavěl hradiště. Roku 1294 je doložena existence Mezilesí jako města – král Václav II. jej daroval s okolním panstvím řádu cisterciáků jako české léno s tím, že má zůstat „na věčné časy“ součástí Českého království. Roku 1428 bylo Mezilesí zničeno husity. Roku 1491 bylo znovupostaveno. Za třicetileté války bylo Mezilesí opět těžce poničeno. Roku 1627 a 1643 bylo vypáleno Švédy.
Spolu s celým Kladskem bylo Mezilesí roku 1742 postoupeno Prusku a následně se stalo součástí Německa. Roku 1875 byla zprovozněna železniční trať Vratislav–Mezilesí–Praha–Vídeň.
Do roku 1945 tvořili většinu obyvatelstva Mezilesí Němci. Po druhé světové válce oblast nárokovalo Československo. Nakonec byla ale celá sporná oblast přičleněna k Polsku. Dnes Mezilesí obývají Poláci, přistěhovalí především ze středního a východního Polska.
Dnes je Mezilesí železničním hraničním přechodem mezi Polskem a Českou republikou, na trati Vratislav - Kladsko - Lichkov.

## Pamětihodnosti
- Barokní zámek ze 17. století.

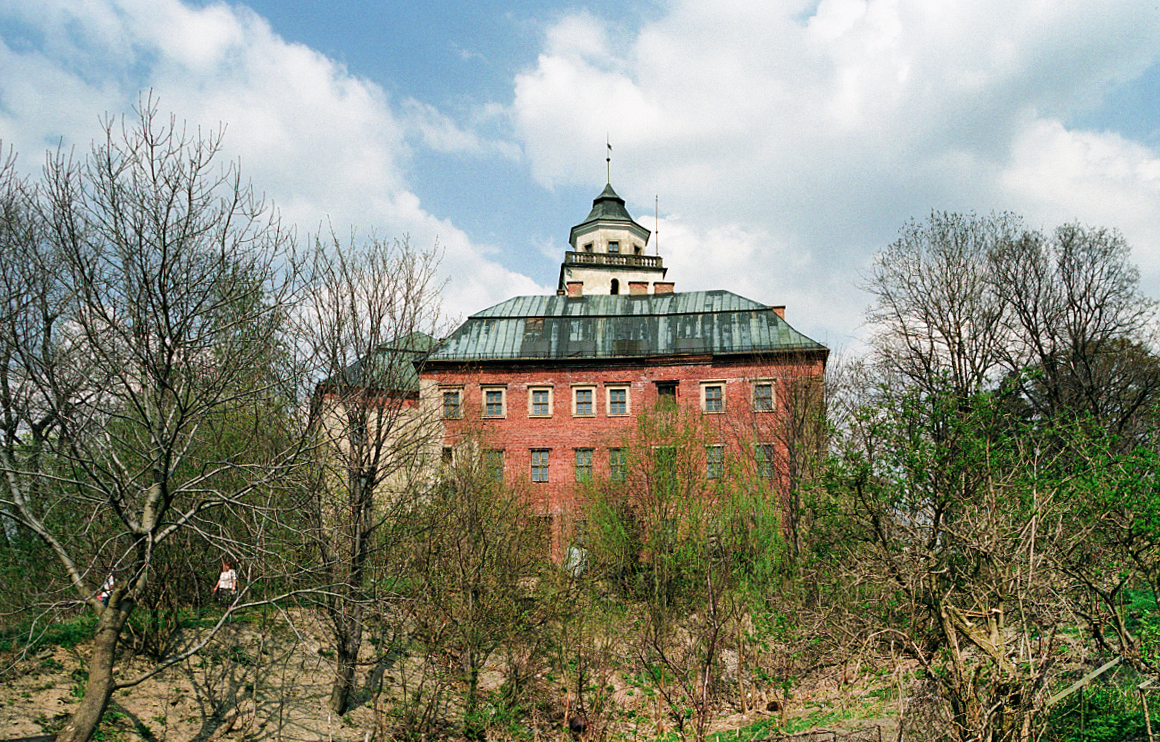
Mezileský barokní zámek z 17. století

- Barokní kostel Božího těla ze 17. století.
- Mariánský sloup z roku 1698.
- Kostel sv. Barbory se hřbitovem.
- Neogotický kostel z roku 1900.
- Tkalcovské domy z konce 18. století.
- Stará evangelická škola.

## Partnerská města
- Lichkov, Česko
- Dolsk, Velkopolské vojvodství, Polsko
- Lohne, Dolní Sasko, Německo